# Zwergkugelschötchen
Das Zwergkugelschötchen (Rhizobotrya alpina) ist die einzige Art der Pflanzengattung Rhizobotrya innerhalb der Familie der Kreuzblütler (Brassicaceae). Diese kalkstete Art gedeiht an felsigen Standorten ausschließlich in den Dolomiten.

## Beschreibung

### Vegetative Merkmale
Das Zwergkugelschötchen wächst als überwinternd grüne, ausdauernde krautige Pflanze und erreicht Wuchshöhen von ein bis vier Zentimetern. Es entwickelt eine vielköpfigen Wurzelstock mit sterilen und fertilen Sprossen. Die ungeteilten Laubblätter sind deutlich gestielt, spatelförmig und etwa 10 bis 20 Millimeter lang. Die Grundblätter bilden eine dichte Rosette.

### Generative Merkmale
Die Blütezeit reicht von Juli bis August. Der Blütenstand ist gedrungen, fast sitzend. Die Tragblätter der Blütenstiele sind kurzgestielt oder sitzend, die obersten sind linealisch. Die Kelchblätter sind elliptisch, etwa 1,5 bis 2 Millimeter lang. Sie sind meist rötlich und auf dem Rücken behaart.
Die weißen, ungeteilten Kronblätter sind etwa zwei bis 2,5 Millimeter lang. Sie sind damit kaum länger als die Kelchblätter. Die 4 längeren Staubblätter sind S-förmig gebogen. Die Früchte enthalten acht bis zwölf Samen und sind beinahe kugelig.

## Ökologie
Beim Zwergkugelschötchen handelt es sich um einen Chamaephyten.

## Vorkommen
Das Zwergkugelschötchen ist in den Kalkketten der Dolomiten endemisch.
Es gedeiht in den subalpinen bis alpinen Höhenstufen auf Kalk und bevorzugt felsige Stellen und Feinschutt-Steilhänge wie Schnee- und Steinlawinenbahnen. Es kommt von 1900 bis 2800 Meter Meereshöhe vor.

## Systematik
Die Erstveröffentlichung dieser Art erfolgte 1836 durch Ignaz Friedrich Tausch in der botanischen Fachzeitschrift Flora, Band 19, S. 34. Der Gattungsname Rhizobotrya weist auf traubenförmige Wurzeln hin. Das Artepitheton alpina bedeutet „alpin“.
Rhizobotrya alpina ist die einzige Art der Gattung Rhizobotrya in der Tribus Kernereae innerhalb der Familie Brassicaceae.
Je nach Autor gab es für Rhizobotrya alpina auch folgende synonyme Bezeichnungen:
- Cochlearia brevicaulis Facchini
- Draba rhizobotrya Steud.
- Kernera alpina Prantl

## Trivialnamen
Für das Zwergkugelschötchen besteht auch der deutschsprachige Trivialname „Dolomitenkugelschötchen“.